# 61. Sinfonie (Haydn)
Die Sinfonie D-Dur Hoboken-Verzeichnis I:61 komponierte Joseph Haydn im Jahr 1776.

## Allgemeines

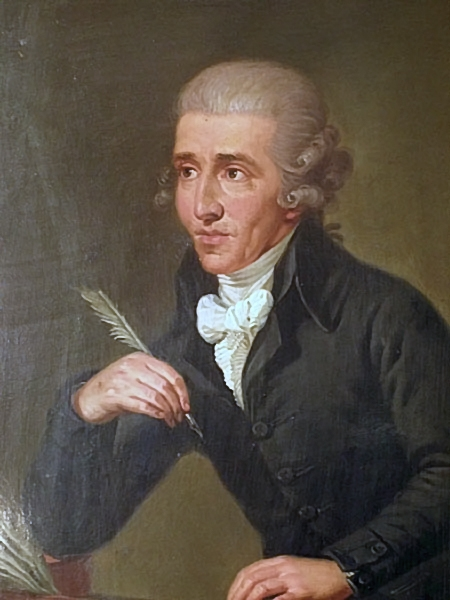
Joseph Haydn (Gemälde von Ludwig Guttenbrunn, um 1770)

Das Autograph der Sinfonie ist aus dem Jahr 1776 datiert, Haydn war zu dieser Zeit als Kapellmeister beim Fürsten Nikolaus I. Esterházy angestellt.

## Zur Musik
Besetzung: Querflöte, zwei Oboen, zwei Hörner, zwei Fagotte, Pauke, zwei Violinen, Viola, Cello, Kontrabass. Über die Beteiligung eines Cembalo-Continuos in Haydns Sinfonien bestehen unterschiedliche Auffassungen.
Im April 1776 wurde der Flötist Zacharias Hirsch in die fürstliche Kapelle aufgenommen, wahrscheinlich hängt damit die Verwendung der Flöte zusammen, die Haydn vorher das letzte Mal in der um 1768 komponierten Sinfonie Nr. 41 vorschrieb.
Aufführungszeit: ca. 25 Minuten (je nach Einhalten der vorgeschriebenen Wiederholungen).
Bei den hier benutzten Begriffen der Sonatensatzform ist zu berücksichtigen, dass dieses Schema in der ersten Hälfte des 19. Jahrhunderts entworfen wurde (siehe dort) und von daher nur mit Einschränkungen auf ein 1776 komponiertes Werk übertragen werden kann. – Die hier vorgenommene Beschreibung und Gliederung der Sätze ist als Vorschlag zu verstehen. Je nach Standpunkt sind auch andere Abgrenzungen und Deutungen möglich.

### Erster Satz: Vivace
D-Dur, 4/4-Takt, 201 Takte

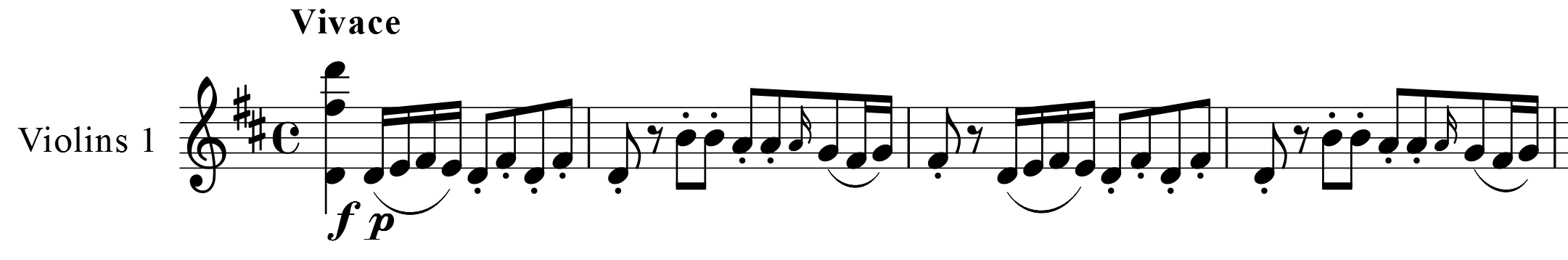
Beginn des Vivace

Das erste Thema besteht aus vier Bestandteilen: Forte-Akkordschlag des ganzen Orchesters (Motiv 1), rhythmische Terz-Figur der 1. Violine mit Wechsel von Legato und Staccato (Motiv 2), rhythmische Figur der Violinen und Viola, ebenfalls mit Wechsel von Legato und Staccato (Motiv 3) und (nach Wiederholung von Motiv 2 und 3) Schlusswendung in Staccato-Achteln mit Beteiligung vom Bass (Motiv 4). Das Thema wird mit Beteiligung der Bläser wiederholt. Der in Takt 17 beginnende Forte-Block des ganzen Orchesters greift zunächst die Akkordschläge (Motiv 1) und das rhythmische Motiv 2 auf und etabliert dann mit Motiv 3 als Kontrast-Variante mit Wechsel von piano und forte (mit hämmernder Tonrepetition in Hörnern und Pauken) die Dominante A-Dur. Ein zweiter Forteblock mit erneuter Variante von Motiv 1 und 2 schwenkt in Takt 37 überraschend nach a-Moll.
Das zweite Thema ist ausführlich gestaltet, wobei die „bezaubernde Orchestrierung“ der Begleitung auffällt: Zunächst spielen Oboen und Fagott als Tonrepetition, unterstützt von grundierenden Akkorden der Streicher im Pizzicato, lediglich eine einfache Begleitfigur als ausformulierte viertaktige Kadenz (A-Dur, D-Dur, E-Dur, A-Dur). Diese Harmonieabfolge wird ein erstes Mal wiederholt, wobei nun die solistische Flöte die Harmonien mit ausholender, gleichmäßiger Achtelbewegung ausfüllt und die übrigen Holzbläser in Liegetönen begleiten. Anschließend wird die Passage von den Streichern ein zweites Mal wiederholt, wobei die 1. Violine den Flötenpart übernimmt. Die Achtelbewegung wird dann längere Zeit mit verschiedenen kleinen Motiven fortgesponnen Die Schlussgruppe ab Takt 71 greift die Tonrepetition aus dem Anfang vom zweiten Thema (bzw. aus dem ersten Forteblock) auf (anfangs in den Oboen, dann auch im Horn) und setzt eine chromatisch aufsteigende Linie (anfangs in den Streichern, dann auch mit Flöte) dazu.
Die breit angelegte Durchführung lässt Haydn überraschend als ganztaktige Generalpause beginnen. Dann setzt die Flöte mit ihrer Figur vom zweiten Thema an, gefolgt vom abrupten Wechsel zum Forte mit dem ersten Thema in der Subdominante G-Dur. Dessen Schlusswendung mit der Sekunde abwärts verselbständigt sich zu einer langen Streicherpassage, wo die Musik über ein „perdendosi“ (ital. = sich verlierend) in h-Moll fast zum Erliegen kommt. Mit neuem Schwung startet forte das erste Thema mit Motiv 1 und 2 in e-Moll, Haydn sequenziert dann Motiv 2 abwärts und verarbeitet anschließend noch verschiedene weitere Motive aus der Exposition (Motiv vom Abschluss des Forte-Blocks nach dem zweiten Thema, das Schlussgruppenmotiv sowie für einen Takt die Achtelbewegung vom zweiten Thema). Mit der chromatisch aufsteigenden Linie vom Schlussgruppenmotiv kündigt Haydn die Reprise an.
In der Reprise (ab Takt 135) spielen die Bläser nun von Anfang an beim forte vorgetragenen ersten Thema mit, das Thema wird aber nicht wiederholt, und der Forte-Block 2 ist ausgelassen. Im zweiten Thema begleitet das 2. Horn mit tiefer Tonrepetition, ebenso in der Tonrepetition der Schlussgruppe. Die übrige Reprise ist ähnlich der Exposition strukturiert. Die Exposition wird wiederholt, Durchführung und Reprise nicht.

„Wie in der zeitlich benachbarten Sinfonie Nr. 66 trägt der Kopfsatz (…) opernhafte Züge: man könnte sich ihn durchaus als Ouvertüre einer opera buffa vorstellen.“

Peter Brown hebt die Orchestrierung des Satzes hervor und meint, dass das 19. Jahrhundert weniger geneigt gewesen sei, Haydn den faden Beinamen „Papa“ zu geben, hätte es diesen Satz gekannt.

### Zweiter Satz: Adagio
A-Dur, 3/4-Takt, 136 Takte
Die Streicher stellen das achttaktige, periodisch strukturierte erste Thema vor, das wie auch der übrige Satz sehr sanglich gehalten ist. Die Violinen spielen (wie in den langsamen Sätzen von Haydns Sinfonien dieser Zeit üblich) mit Dämpfer. Der Bläsereinsatz in Takt 9 mit seinem Flötensolo führt in Takt 13 zu einem weiteren sanglichen, viertaktigen Motiv, das überwiegend den Streichern vorbehalten ist. Die 2. Violine begleitet in gleichmäßig dahinlaufenden Sechzehnteln, die auch weite Teile des übrigen Satzes bestimmen. Das Motiv, mit dem Haydn zur Dominante E-Dur wechselt, wird zweimal wiederholt und bei der zweiten Wiederholung fortgesponnen. Nach einer Akzent-Passage folgt in Takt 36 das ausgedehnte zweite Thema, das aus drei Motiven besteht (Takt 36 bis 44). Die besondere, an Franz Schubert erinnernde romantisch wirkende Klangfarbe kommt neben der Bläserbeteiligung durch die Harmoniewechsel und den Dur-Moll-Kontrast zustande. Das Thema wird wiederholt, und mit der wiederholten Schlusswendung des Themas (Motiv 3) endet die Exposition.
Zu Beginn der Durchführung wechselt Haydn von der Dominante E-Dur zur Subdominante D-Dur, lässt hier das erste Thema anklingen, streift mit Elementen des zweiten Themas fis-Moll und gelangt schließlich wieder nach E-Dur, das dominantisch den Eintritt der Reprise vorbereitet.
Die Reprise ab Takt 85 ist ähnlich der Exposition strukturiert. Das erste Thema wird im Nachsatz mit abgesetzter Sechzehntelbewegung anders fortgesponnen, das Flötensolo fehlt. Die Exposition wird wiederholt, Durchführung und Reprise nicht.
Das „Kantilenen-Adagio (…) von eleganter Schönheit“ wird von verschiedenen Autoren hervorgehoben.

„Das Adagio ist das früheste Beispiel eines bedeutenden thematischen Typus in den späten langsamen Sätzen Haydns: die ‚herrliche‘ choralartige Melodie im Dreiertakt.“

### Dritter Satz: Menuet. Allegretto
D-Dur, 3/4-Takt, mit Trio 78 Takte
Das kräftige Thema des rustikalen und harmonisch relativ einfach strukturierten Menuetts ist durch seinen Auftakt, den Aufbau aus Dreiklangsfiguren und die Tonrepetition gekennzeichnet. Der erste Teil steht durchweg im Forte, ebenso überwiegend der zweite Teil, der anfangs in der Dominante A-Dur das auftaktige Tonrepetitionsmotiv mit durchlaufender Achtelbewegung verbindet. Mit einer Variante des Auftaktmotivs in der Oboe, das von den übrigen Bläsern wiederholt wird, wechselt Haydn zurück zur Tonika D-Dur, wo in Takt 32 der erste Teil reprisenartig wieder aufgegriffen wird. Überraschend und durch zwei Generalpausen abgetrennt hat Haydn aber noch eine Coda angefügt: Zunächst wiederholen die Streicher fragend im Piano die Schlusswendung des ersten Teils, dann schrauben sich Fagott und Streicher als Achtelbewegung aufwärts, und eine erneute Schlusskadenz des Tutti aus einfachen Tonika-Dominante – Akkorden beendet das Menuett.
Das Trio steht ebenfalls in D-Dur. Die 1. Oboe spielt zusammen mit beiden Violinen eine länderartige Melodie mit ausholender, überwiegend gleichmäßiger Achtelbewegung, begleitet lediglich vom Cello und Kontrabass. Die Fermate in der zweiten Hälfte bietet dem Oboisten die Gelegenheit zu einer improvisierten Mini-Kadenz.

### Vierter Satz: Prestissimo
D-Dur, 6/8-Takt, 228 Takte

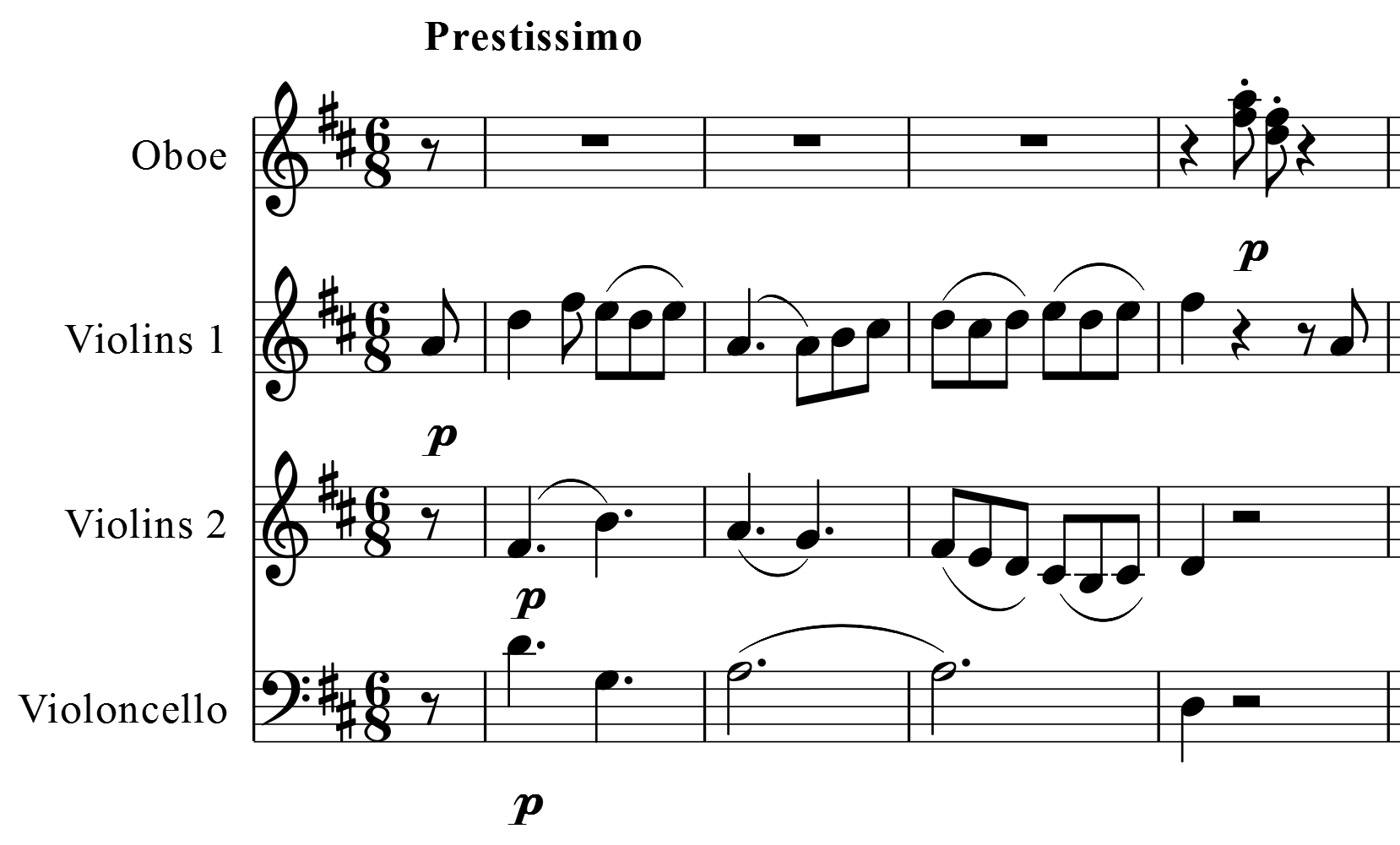
Beginn des Prestissimo

Das Prestissimo, ein „echt witziger und unterhaltender Satz“ „mit bukolischem Tanzcharakter“, „dessen dahinwirbelnde Bewegung an eine Tarantella gemahnt“, ist als Rondo aufgebaut:
- Vorstellung des dreiteiligen, einprägsamen Rondothemas (Refrain, Takt 1 bis 24) mit jeweils achttaktigen Abschnitten nach dem Muster A-B-A (A sowie B-A werden wiederholt). Im A-Teil geben die Oboen zum „Hornpipe“- Thema[4] etwas ironische, kuckucksrufähnliche Einwürfe[7] als Nachgedanke zu jeder Phrase.[8][11]
- Das Couplet 1 beginnt im dramatischen d-Moll – Forte des ganzen Orchesters mit energisch-stampfenden Oktavsprüngen und wechselt am Ende seines ersten, wiederholten Teils nach F-Dur. Der zweite, nicht wiederholte Teil besteht anfangs aus einem Wechsel von längeren Staccato-Achtelketten der Violinen und hämmernden Tonrepetitions-Einwürfen des ganzen Orchesters. In der zweiten Hälfte dominieren die hämmernden Tonrepetitionen, unterstützt von Akkordschlägen der Streicher, die über verschiedene Tonarten (D-Dur, g-Moll, E-Dur) nach A-Dur wechseln. Die Überleitung zum Refrain in D-Dur hat Haydn mit einer originellen Passage gestaltet: Ausgehend vom vorangegangenen Forte-Block, bleibt nur die 1. Violine im Pianissimo übrig. Sie spielt eine chromatisch über zwei Oktaven fallende Figur, bleibt dabei nach jeder Oktave auf dem Ton a hängen und schraubt sich dann nach Erreichen des Tiefpunktes wieder aufwärts zum Eintritt des
- Refrains (Takt 77 bis 100) in D-Dur, der ohne Wiederholung durchläuft.
- Das Couplet 2 steht in der Subdominante G-Dur und ist durch die parallele Stimmführung von Flöte, 1. Fagott sowie (im Abstand zweier Oktaven) Violinen gekennzeichnet. Diese pastoral wirkende, klangliche Kombination verwendet Haydn in seinen späteren Sinfonien noch öfters.[5] Wie der Refrain besteht auch Couplet 2 aus drei achttaktigen Abschnitten, die jeweils wiederholt werden: Abschnitt A, gefolgt von der Variante A´ sowie dem aus kontrastierenden Elementen bestehenden Abschnitt C (energische Unisono-Figur in e-Moll sowie Piano-Antwort der Streicher, die in h-Moll abschließt). Es folgen – ähnlich wie im zweiten Teil von Couplet 1 – Kontraste von kurzen Tutti-Einwürfen und längeren Passagen der 1. Violine (nun als abgesetzte Bewegung anstelle von Staccato). Mit der Überleitungsfigur der 1. Violine vom Ende des Couplet 1 erreicht Haydn wieder die Tonika und damit den Refrain.
- Der Refrain (ab Takt 181) läuft wieder ohne Wiederholungen durch und geht ab Takt 200 in eine Coda über, die als effektvolle Schlusstreigerung (Stretto) mit hämmernden Tonrepetitionen gestaltet ist.